# Typhlohnia
Genre
Typhlohnia est un genre d'araignées aranéomorphes de la famille des Hahniidae.

## Distribution
Les espèces de ce genre se rencontrent en Chine, au Viêt Nam et au Laos.

## Liste des espèces
Selon World Spider Catalog (version 25.0, 21/02/2024) :
- Typhlohnia banlaksao Lin & Li, 2023
- Typhlohnia kaiyang Lin & Li, 2023
- Typhlohnia rongshui Lin & Li, 2023
- Typhlohnia sondoong Lin & Li, 2023
- Typhlohnia suiyang Lin & Li, 2023

## Systématique et taxinomie
Ce genre a été décrit par Lin et Li en 2023 dans les Hahniidae.

## Publication originale
- Chu, Lin & Li, 2023 : « New genera and new species of Hahniidae (Araneae) from China, Laos, Myanmar, and Vietnam. » ZooKeys, vol. 1187, p. 91-134 (texte intégral).